# Видосавлевич, Милутин
Милутин Видославлевич (серб. Милутин Видосављевић; 21 февраля 2001, Сербия) — сербский футболист, нападающий клуба «Раднички».

## Клубная карьера
Видославлевич — воспитанник клуба «Чукарички». 24 сентября 2017 в матче против «Бораца» он дебютировал в чемпионате Сербии. 19 мая 2019 года в поединке против «Войводины» Миултин забил свой первый гол за «Чукарички». В 2021 году игрок на правах аренды выступал за дубль испанского «Леванте».
Летом 2022 года Видославлевич на правах аренды перешёл в «Раднички» из Крагуеваца. 11 июля в матче против «Колубары» он дебютировал за новую команду. 16 сентября в поединке против «Младости» Милутин забил свой первый гол за «Раднички». По окончании аренды клуб выкупил трансфер игрока.

## Международная карьера
В 2017 году Видославлевич в составе юношеской сборной Сербии принял участие в юношеском чемпионате Европы в Хорватии. На турнире он сыграл в матче против команды Ирландии.
В 2018 году Видославлевич во второй раз принял участие в юношеском чемпионате Европы в Англии. На турнире он сыграл в матчах против команд Испании, Германии и Нидерландов.